# Université des sciences de la vie de Varsovie
L'université des sciences de la vie de Varsovie (en polonais : Szkoła Główna Gospodarstwa Wiejskiego, SGGW, littéralement « École centrale d'économie rurale ») est la plus ancienne école d'agriculture de Pologne.
Fondée le 23 septembre 1816, elle se situe à Varsovie et son campus est un des plus grands d'Europe.
Avec onze facultés et plus de 25 000 étudiants, c'est la plus grande université d'agriculture de Pologne.

## Matières enseignées
- Architecture du paysage
- Biologie
- Biotechnologie
- Économie
- Finance et banque
- Aménagement du territoire
- Informatique et économétrie
- Génie de l'environnement
- Sylviculture
- Protection de l'environnement
- Horticulture
- Agriculture
- Sociologie

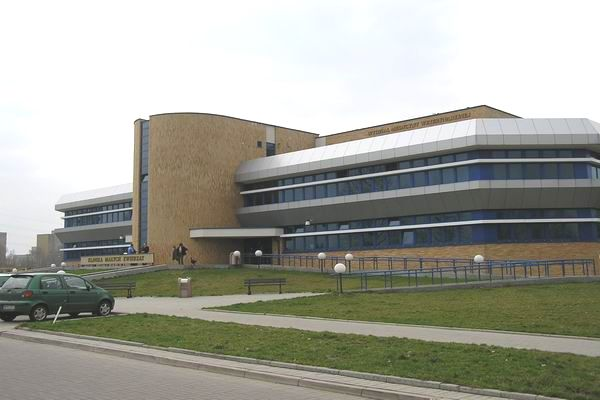
Un des bâtiments de la clinique vétérinaire du campus de la SGGW

- Techniques agricoles et forestières
- Technologie du bois
- Sciences des produits de base
- Tourisme et loisirs
- Technologie alimentaire
- Nutrition humaine
- Médecine vétérinaire
- Gestion et ingénierie de production
- Gestion et marketing
- Zootechnie

## Liste des recteurs

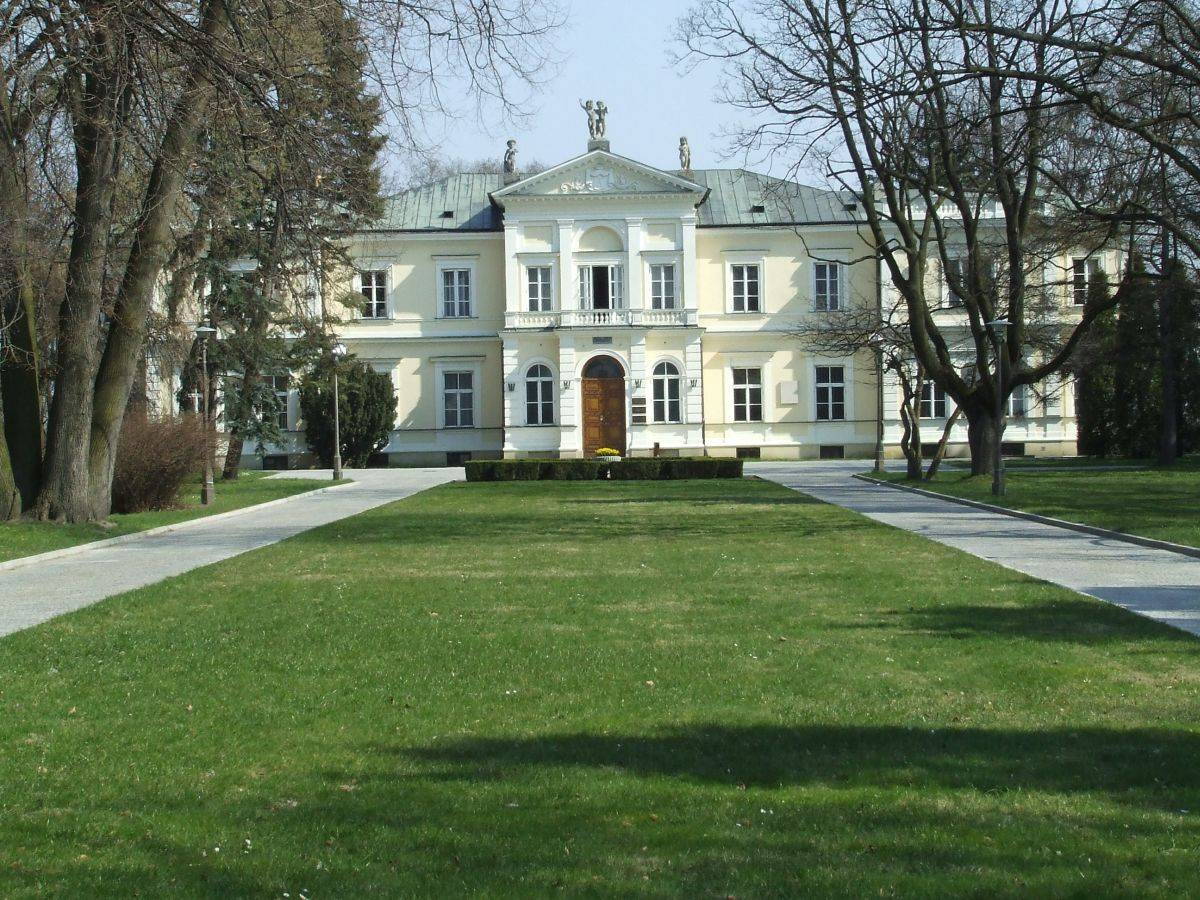
Pałac Krasińskich à Ursynow

1. Józef Mikułowski-Pomorski (pl) 1918 - 1920
2. Tadeusz Miłobędzki 1920 - 1921
3. Stefan Biedrzycki 1921 - 1922
4. Wacław Dąbrowski 1922 - 1923
5. Jan Sosnowski 1923 - 1925
6. Zdzisław Ludkiewicz 1925 - 1926
7. Władysław Grabski 1926 - 1928
8. Józef Mikułowski-Pomorski (pl) 1928 - 1929
9. Stefan Biedrzycki (pl) 1929 - 1932
10. Jan Sosnowski (pl) 1932 - 1933
11. Marian Górski (pl) 1933 - 1936
12. Jan Miklaszewski (pl) 1936 - 1944
13. Franciszek Staff (pl) 1944 - 1947
14. Marian Górski (pl) 1947 - 1949
15. Antoni Kleszczycki (pl) 1949 - 1955
16. Kazimierz Krysiak (pl) 1955 - 1962
17. Antoni Kleszczycki (pl) 1962 - 1969
18. Zbigniew Muszyński (pl) 1969 - 1975
19. Henryk Jasiorowski (pl) 1975 - 1981
20. Maria Joanna Radomska (pl) 1981 - 1987
21. Wiesław Barej (pl) 1987 - 1990
22. Jan Górecki (pl) 1990 - 1996
23. Włodzimierz Kluciński (pl) 1996 - 2002
24. Tomasz Borecki (pl) 2002 - 2008
25. Alojzy Szymański (pl) 2008 - en fonction